# Santa Engrácia
Santa Engrácia ist eine Gemeinde (Freguesia) im portugiesischen Kreis Lissabon.

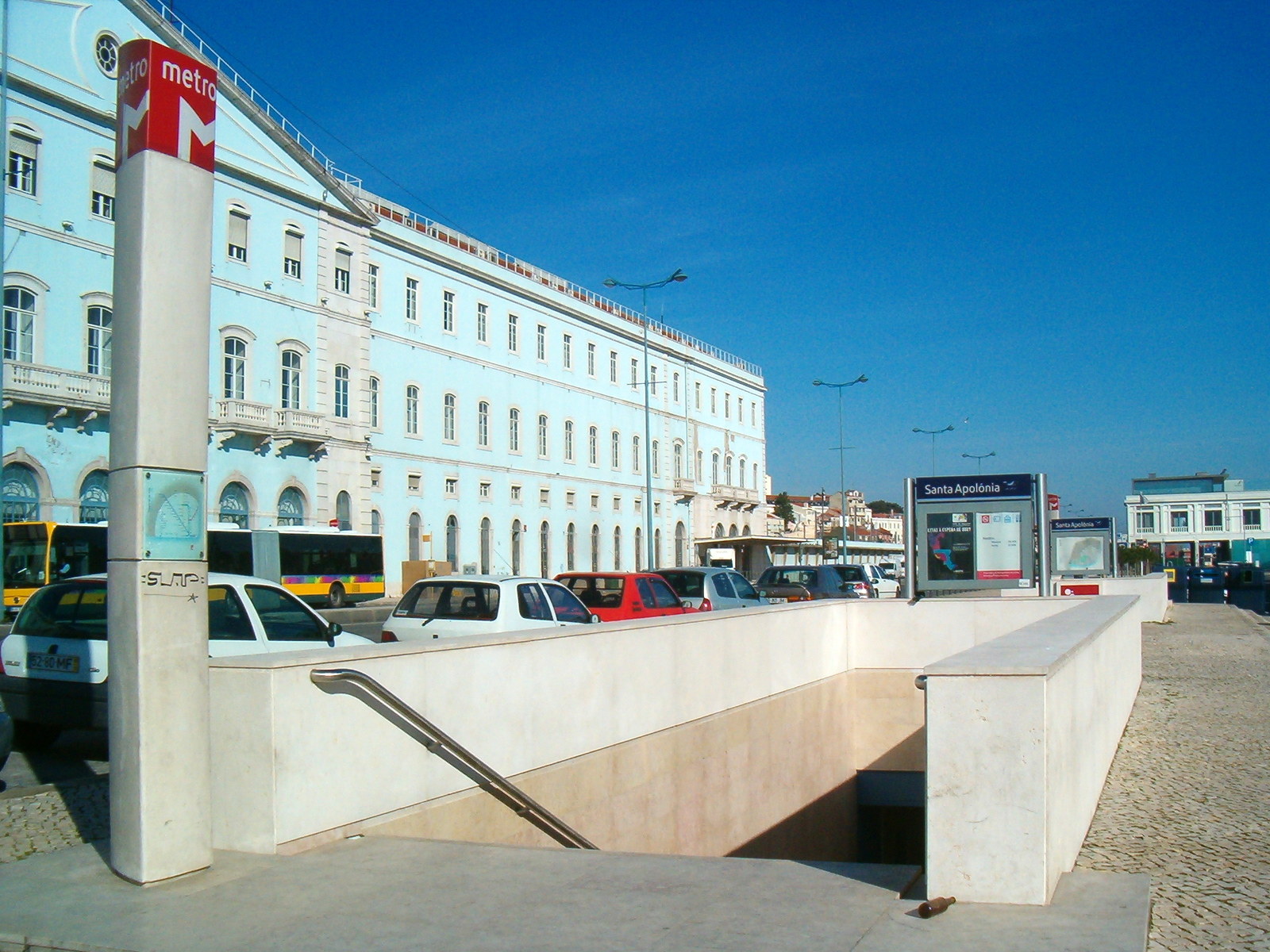
Treppe zum U-Bahnhof Santa Apolónia in Santa Engrácia

 In ihr leben 5403 Einwohner (Stand 30. Juni 2011).